# Fugging
Fugging je majhna vas v Avstriji. Nahaja se v občini Tarsdorf v Zgornji Avstriji. Leta 2009 je vas štela 107 prebivalcev.
Kraj je zaslovel po svojem prejšnjem imenu, Fucking, ki je v angleščini vulgaren izraz za spolni odnos. Zato so bile table s krajevnim napisom velikokrat tarča turistov, ki so jih kradli kot spominke. Zaradi nezadovoljstva domačinov nad vandalizmom in norčevanjem je krajevni svet sprejel odločitev o preimenovanju, ki je stopila v veljavo 1. januarja 2021.

## Etimologija imena
Naselje je v 6. stoletja najverjetneje ustanovil bavarski plemič Focko. V virih je bilo prvič omenjeno leta 1070 in zgodovinski podatki kažejo, da je bil okrog dvajset let pozneje zemljiški gospod Adalpertus de Fucingin. V zgodovinskih virih je krajevno ime privč zapisano kot Vucchingen leta 1070, nato Fukching leta 1303, Fugkhing leta 1532, v modernem črkovanju pa se prvič pojavi v 18. stoletju. Končnica -ing je stara germanska pripona, ki označuje ljudi, ki pripadajo korenu besede; Fucking zato pomeni »kraj Fockovih«.